# 꽃모자갈퀴손해파리
꽃모자갈퀴손해파리는 북반부의 많은 해안 지역에 걸쳐 발견되는 꽃모자해파리과에 속하는 작은 수생동물이다.

## 설명 및 특성
일반적으로 60~80개(예외적으로 최대 100~110개)의 촉수가 줄지어 있는 투명한 종을 가지고 있다. 생식샘은 표본이 암컷인 경우 주황색, 빨간색 또는 보라색, 수컷인 경우 황갈색으로 뚜렷하게 착색된다. 생식샘은 4개의 요골관에 매달려 배열되어 위에서 볼 때 생식샘이 수직으로 늘어서 있다. 황갈색인 구병(manubrium)은 중앙에 매달려 있다. 이 해파리의 종은 직경이 1~3cm(0.4~1.2인치)에 불과하며, 예외적으로 최대 4cm(1.6인치)이며 완전히 확장되면 촉수 길이가 일반적인 개체의 두 배가 될 수 있다.
해파리는 유성 생식을 하고 수만 개의 난자와 정자를 바다로 방출한다. 그들은 1~2mm (0.04~0.08인치)크기의 작은 폴립으로 해조류, 암석 또는 조개껍데기의 해저에 부착하는 편평 유충이 된다. 폴립은 발아에 의해 여러 개로 나뉠 수 있다. 폴립에서 초기에 1.5mm(0.06인치)에 불과한 작은 해파리으로의 변화는 일반적으로 물이 17~18°C (63~64°F)를 초과할 때 발생한다. 이 때문에 해파리는 연간 패턴을 따르며 온도에 따라 봄 또는 그 이후에 처음 나타난다. 때때로 한꺼번에 많은 폴립들이 위의 현상을 일으키는 갑작스러운 해파리 번성(Jellyfish bloom)이 일어날 때도 있다. 해파리 단계는 일반적으로 3개월 이상 지속되지 않지만, 이 종은 폴립 단계에서 수 년 동안 살 수 있다.
낮 동안 이 해파리는 촉수의 접착 패치로 다양한 표면, 특히 해초에 부착하기 때문에 'clinging jellyfish라는 이름을 얻게 되었다. 꽃모자갈퀴손해파리는 낮 동안 표면에 부착되어 먹이를 잡을 수 있지만, 대부분 밤에 열린 물(open water)에서 먹이를 먹으며, 어류 유충(fish larvae)과 작은 갑각류와 같은 동물성 플랑크톤 유기체를 먹는다.

## 분포
꽃모자갈퀴손해파리는 북태평양 지역의 얕은 연안 해역에서 서식하는 해양 기수 종이지만 정확한 토착 분포는 상당히 불확실하다. 확실한 것은 러시아 극동에서 일본에 이르는 북서태평양을 포함한다는 것이다. 또한 일부 기관은 베트남 남쪽 지역이나, 알류샨 열도에서 퓨젯사이드만까지의 북동 태평양을 자생 범위에 포함시킨다. 이들 지역들 외에는 비토착종 유입으로 간주한다. 메인주와 매사추세츠주의 북서 대서양 연안 지역은 토착종일 수도 있지만, 대부분은 이를 비토착종 유입으로 간주한다. 북서대서양에서는 뉴저지 남쪽에 가끔 출현 기록이 있다.
정확한 토착 범위와 상관없이, 이 종의 작은 크기나 폴립 단계는 확실히 토착종이 아닌 세계의 일부 지역으로 퍼져나가 침입종이 되었다는 것을 의미한다. 이 종은 토착종이 아닌 유럽에서, 지중해와 포르투갈에서 노르웨이와 스웨덴에 이르는 대서양 해안을 따라 지역적으로 발견되었다. 발견 기록이 있는 다른 토착종이 아닌 지역에는 캘리포니아 남부, 플로리다의 드라이토르투가스 국립공원 그리고 아르헨티나의 마르델플라타 근처가 있으며, 마지막 경우는 남반구에서 유일하게 알려진 지역이다..

## 쏘임
대부분 꽃모자갈퀴손해파리는 통증, 인후 부종, 흉부 압박감, 근육 경련, 신경 정신학적 변화, 아나필락시스 쇼크를 유발할 수 있는 강한 독이 있다. 동아시아(적어도 일본과 러시아), 유럽 및 미국 대서양 연안에서 쏘임 사건이 보고되었다. 이와 대조적으로 꽃모자갈퀴손해파리의 독침이 인간에게 전혀 무해한 것으로 간주되는 북미에서 떨어진 북동 태평양 범위에서는 위의 증상들이 나타나지 않는다. 과거에는 북아메리카의 대서양 연안에서도 무해한 것으로 간주되었으며, 최근 이 지역에서 강한 독침은 아시아 종의 도입 결과일 가능성이 있다. 이러한 침의 변이와 형태학의 지리적 변이의 결과로 일부는 현재 정의된 꽃모자갈퀴손해파리가 종 복합체라고 추측한다.